# Get Back
Get Back (Lennon/McCartney) är dels en låt av The Beatles inspelad och utgiven i olika versioner både 1969 och 1970, dels ett outgivet LP-album med The Beatles från sommaren 1969. Låten spelas i filmen Sgt. Pepper's Lonely Hearts Club Band.

## Inspelning
En av Paul McCartneys mer välkända låtar bland gruppens sista singlar. Från början var texten en ironi om rasism där man bad inströmmande pakistanier som tog brittiska jobb ”Get Back”. Detta var något år efter att torypolitikern Enoch Powell hållit sitt hätska tal om invandringen. Dock ändrade McCartney texten ifall någon faktiskt skulle ta hans ironi på blodigt allvar, och resultatet blev istället en förvirrad men rolig text om ett transsexuellt kärlekspar. John Lennon hävdade dock att Paul stirrat på Yoko Ono varje gång han sjöng raden ”Get Back to Where You Once Belonged”.
Låten är en countryblues som måhända inspirerats av Canned Heat (vilka Paul spelat upp i studion kvällen innan man började jobba med låten). Man arbetade med den under fem dagar och skivköpare har ibland förvirrats något kring vilken version som är vilken (23, 27, 28 och 30 januari).
Den version som hamnade på LP:n spelades in 27 januari och är betydligt råare och ärligare i sin mix (d.v.s. inga pålägg). Förvirrande nog har man lagt in eftersnack från takkonserten 30 januari (precis efter att man spelat ”Get Back”) där man hör Lennon tacka Maureen Starr för att hon applåderade. Följaktligen har många av begripliga skäl trott det var versionen från 30 januari som gavs ut på LP:n. (På de två ursprungliga versionerna av Get Back-LP:n fanns Lennons avtackning som avslutning på inledningsspåret "One After 909".
Singelversionen är samma tagning, men har däremot en längre avslutning som är klippt från en tagning inspelad 28 januari, och låter något mer polerad. Denna version utkom alltså tillsammans med "Don't Let Me Down" (utgiven i England 11 april och i USA 5 maj 1969) medan den något mindre producerade versionen togs med på LP:n Let It Be som utgavs i England och USA 8 respektive 18 maj 1970.

## Listplaceringar
| Lista (1969)   | Position         |
| -------------- | ---------------- |
| Australien     | 1                |
| Finland        | 4                |
| Flandern       | 1                |
| Irland         | 1                |
| Kanada         | 1                |
| Nederländerna  | 1                |
| Norge          | 1                |
| Schweiz        | 1                |
| Storbritannien | 1                |
| Sverige        | 1 (Kvällstoppen) |
| Sverige        | 6 (Tio i topp)   |
| USA            | 1                |
| Vallonien      | 1                |
| Västtyskland   | 1                |
| Österrike      | 1                |